# Municipio de Purépero
El municipio de Purépero es uno de los 113 municipios en que se encuentra dividido para su régimen interior el estado mexicano de Michoacán de Ocampo. Su cabecera es la localidad de Purépero de Echáiz.

## Ubicación, superficie y límites
Purépero está ubicado al norte del estado. Con una extensión de algo más de 193 km², limita al norte con los municipios de Tlazazalca y Zacapu; al este con el municipio de Zacapu; al sur con los municipios Zacapu y Chilchota, al oeste con los municipios de Chilchota, Tangancícuaro y Tlazazalca.
Purépero de Echáiz, cabecera del municipio, se encuentra en la ubicación 19°54′59″N 102°0′14″O / 19.91639, -102.00389, a una altitud de 2007 m s. n. m.
Pertenece a la Región Lerma-Chapala.

## Demografía
La población total del municipio de Purépero es de 15 503 habitantes, lo que representa un crecimiento promedio de 0.13 % anual en el período 2010-2020 sobre la base de los 15 306 habitantes registrados en el censo anterior. Al año 2020 la densidad del municipio era de 80,46 hab/km².
| Gráfica de evolución demográfica de Municipio de Purépero entre 2000 y 2020 |
|                                                                             |
| Fuente: Instituto Nacional de Estadística Geografía e Informática           |

En el año 2010 estaba clasificado como un municipio de grado muy bajo de vulnerabilidad social, con el 7.62% de su población en estado de pobreza extrema.
La población del municipio está mayoritariamente alfabetizada (7.78 % de personas analfabetas al año 2010) con un grado de escolarización en torno de los 7 años. Solo el 0.99 % de la población se reconoce como indígena.
El 95.07 % de la población profesa la religión católica. El 3.27 % adhiere a las iglesias protestantes, evangélicas y bíblicas.

### Localidades
En el censo de 2020 el municipio de Purépero contaba con 10 localidades.
| Código INEGI    | Localidad                | Población (2020) |
| --------------- | ------------------------ | ---------------- |
| 160700001       | Purépero de Echáiz       | 13 821           |
| 160700003       | Dos Estrellas de Jiménez | 1 090            |
| 160700004       | Villa Mendoza            | 355              |
| 160700033       | Rafael Amezcua           | 61               |
| 160700002       | La Alberca               | 52               |
| 160700006       | El Pedregal              | 47               |
| 160700031       | Villas del Sol           | 34               |
| 160700024       | El Espinal               | 26               |
| 160700028       | Los Castro               | 12               |
| 160700011       | Los Charcos              | 5                |
| Total municipal | Total municipal          | 15 503           |

## Economía
Las actividades económicas más representativas de la población se realizan en el sector terciario, el comercio y las pequeñas y medianas empresas. Un porcentaje pequeño de la población se dedica a la agricultura, ya que esta actividad se ve limitada por las condiciones naturales del terreno. En pequeña escala se cultiva maíz, fríjol, repollo, tomate, alfalfa, janamargo y trigo. También en pequeña medida se cría ganado bovino, porcino y aves de granja. Existen fábricas de calzado, de elaboración de productos lácteos, de alimentos balanceados y de confección de indumentaria.